# Roberto Taunay
Roberto Taunay (ur.  1954, zm.  1978) – brazylijski brydżysta.
Roberto Taunay zmarł w wypadku samochodowym w wieku 24 lat. W Rio de Janeiro rozgrywany jest turniej par imienia Roberto Taunay.

## Wyniki brydżowe

### Zawody światowe
W światowych zawodach zdobył następujące lokaty:
| Mistrzostwa Świata. Konkurencja teamów | Mistrzostwa Świata. Konkurencja teamów | Mistrzostwa Świata. Konkurencja teamów | Mistrzostwa Świata. Konkurencja teamów | Mistrzostwa Świata. Konkurencja teamów | Mistrzostwa Świata. Konkurencja teamów |
| Rok                                    | Miejsce                                | Zawody                                 | Kategoria                              | Drużyna                                | Pozycja                                |
| -------------------------------------- | -------------------------------------- | -------------------------------------- | -------------------------------------- | -------------------------------------- | -------------------------------------- |
| 1978                                   | Nowy Orlean                            | 5 Mistrzostwa Świata                   | Open                                   | Chagas                                 | 2                                      |

## Klasyfikacja
- Roberto Taunay – klasyfikacja WBF (ang.)